# Uraniborg

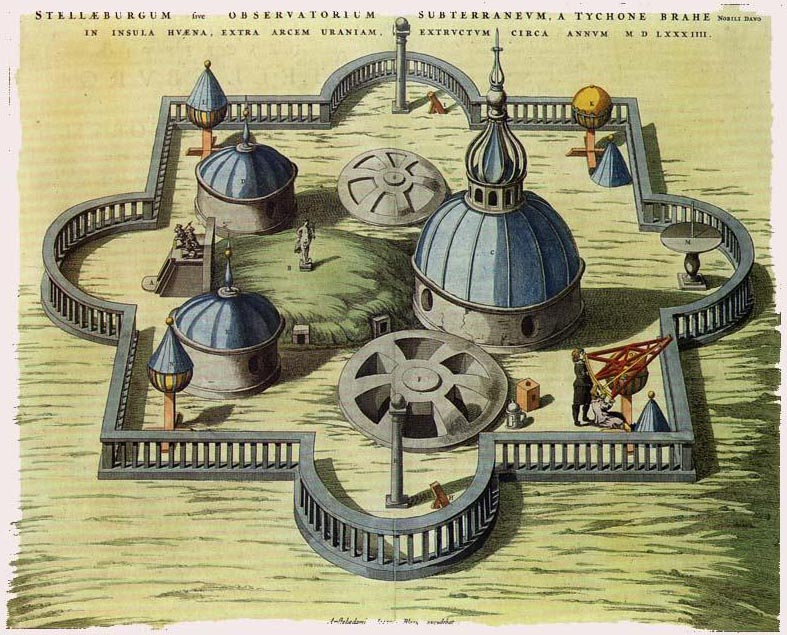
Raffigurazione di Uraniborg di Johan Blaeu

L'Uraniborg era un osservatorio astronomico progettato e diretto dall'astronomo danese Tycho Brahe.
Fu costruito all'incirca nel periodo fra il 1576 e il 1580 sull'isola di Hven, nell'Øresund, lo stretto passaggio fra la danese Zelanda e la svedese Scania; al tempo di Brahe, tutta la zona era sotto il controllo del Regno di Danimarca e Norvegia.

## Storia
L'edificio era dedicato a Urania, la Musa dell'Astronomia, e denominato "Uranienborg", ovvero "Castello di Urania". È stato l'ultimo osservatorio europeo costruito senza il telescopio come elemento-fulcro della costruzione. La prima pietra fu posata l'8 agosto 1576; Brahe abbandonò il castello nel 1597, e questo fu distrutto nel 1601, e la zona è tuttora sotto restauro.
Il corpo centrale del castello era un quadrato di 15 metri di lato, costruito soprattutto in mattoni rossi. Due torri semi-circolari, una sul lato nord e l'altra sul lato sud dell'edificio principale, davano al tutto una forma quasi rettangolare. Il piano principale era formato da quattro camere, di cui una era occupata da Tycho con la sua famiglia, e le altre da astronomi in visita. La torre nord ospitava le cucine, e quella a sud una biblioteca. Il secondo piano era diviso in tre stanze, due di uguali dimensioni ed una più grande, che era riservata ai membri della famiglia reale in visita. Al terzo piano c'era un "loft", suddiviso in otto stanze più piccole riservate agli studenti.
Si progettò di circondare Uraniborg con un grande muro, altro 5 metri e mezzo e lungo 75, ma l'idea non andò in porto, e si preferì sollevare una collinetta di terra tutto intorno, presente tutt'oggi. L'Uraniborg era proprio nel mezzo, con un labirintico complesso di giardini fra la porta d'ingresso e la montagnola di terra. Oltre a decorare l'esterno, questi giardini erano un'ottima scorta di erbe per gli esperimenti medici di Tycho. Attualmente, i giardini sono stati ricreati, utilizzando sementi ritrovate nel luogo oppure identificate grazie agli scritti di Brahe.
Il progetto dell'Uraniborg fu molto costoso: si stima che il costo della realizzazione dell'edificio ammontò all'1% dell'intero patrimonio dello Stato.

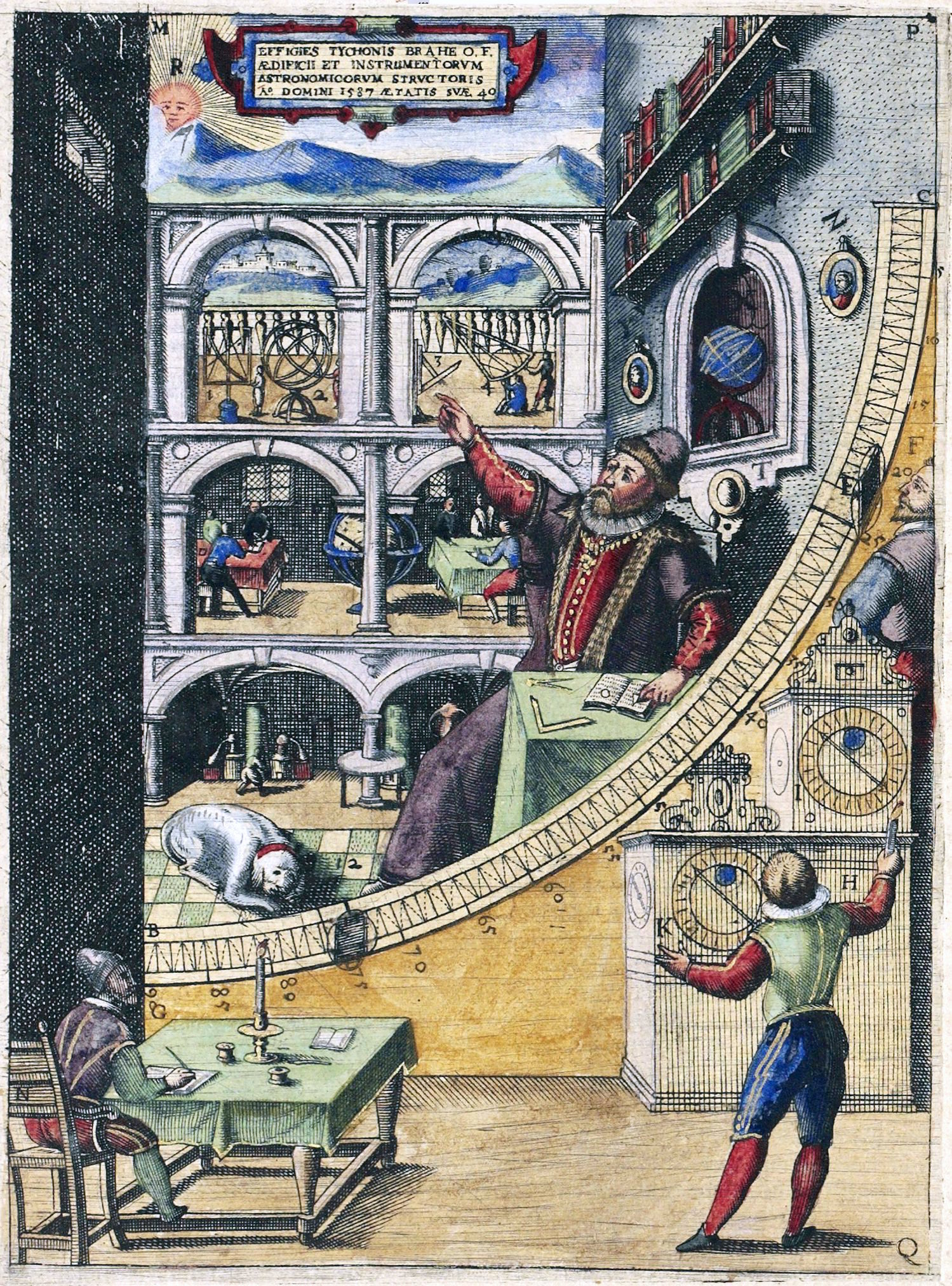
Tycho Brahe effettua misure usando il quadrante murale. Nell’incisione sono visibili, nelle arcate, altri strunenti astronomici.

 Poco dopo la costruzione divenne chiaro che gli strumenti installati sulle torri potevano essere facilmente divelti dal vento, e fu necessario creare un secondo sito d'osservazione: nacque così Stjerneborg ("Il castello delle stelle"), un sito più piccolo situato a livello del terreno e dedicato esclusivamente all'osservazione: mancava, infatti, di stanze per dormire. Il profilo generale della costruzione era simile a quello dell'Uraniborg, con un muro di proporzioni simili a circondare il sito, anche se l'area racchiusa era molto più piccola.
Dopo aver perso il sostegno finanziario da parte del nuovo re Cristiano IV di Danimarca, Tycho abbandonò Hven nel 1597, e sia l'Uraniborg che lo Stjerneborg furono distrutti poco dopo la morte dell'astronomo. Stjerneborg divenne teatro di scavi archeologici negli anni cinquanta, conclusisi nella ricostruzione dell'osservatorio.
Oggi Uraniborg ospita un museo su Tycho Brahe e sulla storia dell'isola.